# Christian Ulrik von Harstall
Christian Ulrik von Harstall (5. november 1645 i Nykøbing Falster – 4. september 1719) var en dansk hofmand og godsejer.
Hans forældre var Hans Vilhelm von Harstall til Pederstrup og Berritsgård, der var kommet til Danmark som kammerpage hos prins Ulrik, og Sibylle Cathrine Metzsch. I sin ungdom færdedes Harstall i forskellige lande og tjente derefter ved det sachsen-altenburgske hof som staldmester og kammerjunker, indtil han 1680 gik i Christian V's tjeneste som staldmester; han forfremmedes senere til overstaldmester, fra hvilket embede han i foråret 1699 tog sin afsked og trak sig tilbage til sit gods Berritsgård, hvor han tilbragte sin tid «med al berømmelige, højadelige Idrætter». 1707 skænkede Frederik IV ham det hvide bånd. Død 4. september 1719.
Gift 1. gang 1669 med Marie Cathrine von Einsiedel; 2. gang 1673 med Eleonore Helene von Pfuhl (død 1680) og 3. gang 1681 med Dorothea Sophie von Offenberg (1648-1724).